# Архилох
Архилох (грч. Ἀρχίλοχος; 680. п. н. е. – око 645. п. н. е.) је био хеленски књижевник и први европски песник који је у поезију унео изразито сопствен тон и индивидуална схватања.

## Живот
Архилох води порекло са острва Пара. Према сопственом сведочењу био је мелез, син робиње Енипе и њеног господара, парског племића Телесикла. Био је племићки васпитан, али сиромашан, јер је у политичким борбама између племића и пучана изгубио имање. Водио је немиран и буран живот, пун борби и недаћа. У потрази за бољим животом напустио је завичај и отишао на острво Тас, где је још његов прадеда доводио колонисте са Пара. Надао се да ће моћи да искористи старе везе своје куће са Ташанима и да поправи свој положај и имовно стање. Међутим, ни то му није помогло. Затим се прикључује војсци Ташана који су војевали против Трачана, али без успеха. Да невоља буде већа и на Тасу су се водиле борбе племића и пучана, па је Архилох и ту стекао бројне непријатеље. Напушта сукобима опустошени Тас, враћа се у завичај и ту ступа у војску. Погинуо је у борби против војске Накшана. Ни у љубави Архилох није имао среће. Заволео је Необулу, ћерку богатог Ликамба, с којом се и верио, али је она одабрала другог. Ликамб је раскинуо веридбу, а несрећни Архилох се светио тако што је према Ликамбу и Необули усмеравао отровне стреле своје поезије. Каснији антички писци су преносили причу да су се и отац и ћерка обесили, очајни због Архилохових подругљивих стихова:
| „ | Ликамбо оче, што ти сада рече то? Ко теби поремети ум? Та пре си био паметан и јак, а сад грађанству поста руг и смех. | ” |

Тежак и немиран живот, као и чињеница да је племићко-пучанског порекла, имаће одлучујућег утицаја и на садржину и тон Архилоховог песништва.

## Врсте Архилоховог певања
Архилох се огледао у готово свим тада познатим лирским врстама, а неке је и сам стварао. У своје елегије уносио је најсубјективнија осећања и тиме постао узор познатим елегичарима Мимнерму и Солону. Посебно је неговао елегијски дистих. Први је певао еподе, строфе састављене од једног дужег и једног краћег стиха. Тим поступком разбио је монотону архајску мирноћу и аристократску достојанственост епског хексаметарског стиха. Еподе су постале уобичајени поступак потоњих лирских песника, као што су Алкеј, Сапфа, Анакреонт и други. Ипак, Архилох је најпознатији по својим јамбима.

#### Јамбографија
Архилох је најстарији и најпознатији јамбограф. Он је грубу јампску триподију (итифалик) уметнички дотерао и створио јампски триметар, погоднији за нову, субјективнију и мелодијски разноврснију лирику. У јамбима Архилох, који себе пореди са бодљикавим јежом, кори, подсмева се и извргава руглу своје непријатеље и негативне појаве око себе. Није се либио да сатири подвргне и самог себе и открије околини сопствене мане и погрешке, што ће му неки каснији антички коментатори његовог дела замерати. Међутим, иако се подсмева и себи и другима, Архилоху није циљ само подсмевање и поруга. Он, пре свега, жели да указивањем на мане истакне врлине које човек треба да негује и да изрази нова осећања и идеје које доноси промењена стварност, већ знатно удаљена од духа хомерових јунака и идеала. Његове намере су искрене и племените, што се јасно види у стиховима у којима исказује најчистије моралне идеје.

## Теме
Спектар тема које је Архилох третирао у својим песмама углавном одговара дотадашњој песничкој традицији, али је његов однос према тим темама знатно другачији. Певајући о стварима о којима су певали и његови претходници он изражава најразличитија лична осећања и ставове. Архилохово песништво је пуно страсти, жудње, љубави, љутње, мржње, патње, туге и одрицања чији је извор у самом песниковом животу и искуству, а не у строго утврђеним идеалима и колективним осећањима. И када његови стихови говоре у складу са колективним идеалима и осећањима они и даље представљају израз песника као самосвесног појединца.

#### Ратничка етика
Архилохов однос према ратничким начелима условљен је чињеницом да је био и ратник и песник, што и сам истиче као нешто нарочито:
| „ | Војник у служби сам Енијалија, ратнога бога, ал‘ и Музама ја верно служити знам. Печен и копљу ми хлеб, у копљу ми исмарско вино, копље је потпорањ мој кад год подигнем врч. | ” |

Такође, важно је за схватање Архилоховог песништва и природа његовог војничког позива. Он је био војник-најамник који води несталан, луталачки живот, ратујући за различите стране. Из такве позиције он јасно увиђа сву суровост ратничког живота који доноси невоље, беду и непостојаност. Он не пева о узроцима и правичности рата, не велича ратничке врлине и не доказује својим стиховима да се јунаштвом у рату долази до успеха и славе. Приказујући другу страну рата, супротну Хомеровој идеалној слици јуначких подвига, он му одузима епско величанство и разбија строге племићко-јуначке норме.
Једна од тих норми је она да је штит важнији од живота ратника и да је највећа срамота изгубити штит или га оставити на бојишту. Чувена је спартанска крилатица да се увек из борбе треба вратити или са штитом или на њему. Архилох ову норму разбија стављајући живот човека испред части штита, проглашавајући живот највећом драгоценошћу. О томе даје и сведочанство. Наиме, у једној борби, видевши да је његова војска потучена и да ће погинути ако остане дуже на бојишту, он одбацује штит у грм и бежи:
| „ | Штитом се Сајанин неки сад размеће, без воље своје ваљатно оружје то грмену оставих ја, а сам смрти умакох. Штити онај шта ме се тиче! Други ћу купити штит, лошији неће ми бит. | ” |

Овакав нејуначки поступак су многи Хелени, нарочито аристократи, Архилоху веома замерали, чак и када су га хвалили као песника. Спартанци су му забранили боравак у свом граду.
Међутим, овај његов гест није одраз кукавичлука, већ става да је живот драгоценији од штита који је само део војничке опреме од уштављене воловске коже и метала. За Архилоха јунаштво има границе, а част није апсолутна, већ релативна категорија.
Овим сведочанством Архилох је, невероватно смело за то време, започео преобликовање херојских идеала у првобитно и опште, у природне границе људског бића. Касније ће софисти додатно развити овакву мисао и уобличити је у захтеву да норме понашања треба тражити не у ауторитету класних конвенција и традиција него у законима природе. Слична сведочанства о напуштању бојишта оставили су и други антички песници попут Алкеја, Анакреонта и Хорација.
У вези са разбијањем старих херојских идеала је и Архилохов став о супротности спољашњег и унутрашњег, поготово код војника. Архилох сматра да спољашњи сјај и лепота не подразумевају и унутрашњу вредност човека. Овакво мишљење нема паралеле код Хомера. Ваљаног војника-официра Архилох замишља на следећи начин:
| „ | За стратега не марим кракача и дугајлију, што се гизда солуфима, браду мије, личи се - човечуљка волим ма и криве ноге имао, ал‘ нек има крепке кораке и срце јуначко. | ” |

Лепом и гиздавом војсковођи Архилох супротставља малог, али снажног и храброг човека, спољашњој блиставости унутрашњу вредност. И на овом примеру се види да Архилох није неко ко ратничке идеале одбацује због сопственог кукавичлука, већ песник који у складу са својим богатим животним искуством гради нове, природније и корисније идеале.

#### Јавно мишљење
Док је хомерска етика наглашавала чување славног имена и посебну важност придавала гласу јаваности Архилох заузима критичан став према овој норми старог друштвеног поретка. Он негира јавно мишљење као највиши суд о људској вредности, његову способност да одређује да ли ће неког пратити добар или зао глас, поштовање или осуда, слава или срамота:
| „ | Есимиде, ако би човек хтео да води рачуна о том шта ће казати свет, онда ниједан човек не би имао много пријатности од овог живота. | ” |

Архилох ставља под своју критичку лупу и поштовање према славним и заслужним покојницима које изражава цела држава, о чему говоре песници Калин и Тиртеј:
| „ | У ових грађана нико после смрти не ужива поштовање и част. Више трчимо за милошћу живих докле год живимо, а мртви увек пролазе зло. | ” |

Архилох истиче незахвалност и непостојаност света тј. јавног мњења. Хомерско сазнање о људској променљивости он преноси у непосредну садашњост - тај свет не достиже до висина правде, моралности и љубави и зато се после смрти јаких личности извлачи из својих мишјих рупа и покојника обасипа погрдама. Згађен таквим лицемерјем Архилох узвикује:
| „ | Није племенито ружити покојне људе. | ” |

#### Женска лепота
При описивању женске лепоте Хомер не улази у појединости, већ сталним епитетима („белорука“, „лепокоса“, „сребронога“, „ружопрста“...) истиче само оно најбитније на ликовима богиња и смртних жена. За разлику од њега Архилох у опису несуђене веренице Необуле даје подробнија запажања. Он сабира хомерске елементе лепоте, па их затим из величанственог света Хомерових богиња и земаљских племкиња преноси у реалну област своје садашњости:
| „ | У руци имала је стручак од мрче и ружу, красан цветак, па се смешкала. А курјуци рамена јој и плећи засењивали. Коса јој и недра сва мирисаху - и старац би се занео. | ” |

#### Љубав
Из мало сачуваних стихова у којима Архилох сведочи о својим љубавним јадима зрачи љубав која одудара од хомерске. Код Хомера љубав је дата као стање које песник запажа споља и наводи њене последице - кобна заслепљеност која помућује памет и мудрим људима ако јој подлегну. Извор љубавне жудње је, према Хомеру, Афродитин појас. Уколико човек не дозволи да љубав њиме овлада она је само једна од пријатних ствари, као и игра, вино или сан.
Архилох запажања претходника продубљује и примењује на сопствене љубавне доживљаје. По први пут у хеленској лирици песник смело приказује своју љубав као психичку и физиолошку силу, исказује свој бол због незадовољене љубави, разорну снагу жудње и страсти:
| „ | Од чежње лежим несрећан без душе - све ми кости љути болови по вољи божјој прожели. | ” |

Архилох љубавну чежњу види као нешто што човека и душевно и телесно сатире и доводи у стање умирања. Та чежња није спонтана, она је „божја воља“, што стоји у сенци мита и Хомера, али је Архилохова новина у томе што се незадовољена љубав доживљава веома интензивно - песник је беспомоћан док осећа како га чежња убија. Иако је воља богова да песник несрећно воли, песнички израз и доживљај у потпуности су субјективно обојени.

#### Религија и морал
У односу према боговима Архилох задржава доста од поштовања претходника. Он се у свему поверава боговима, који имају моћ да подижу пале и руше оне који су се превисоко уздигли:
| „ | Боговима све изручуј: они често из јада подижу човека што по црној земљи гамиже, често опет руше оног што се у вис успео у прах строваљују; ту онда многа ничу зла: гладан хлеба човек лута којекуда као луд. | ” |

И живот животиња, као и живот људи, подложан је вољи богова. Све што жива бића имају дали су им богови, срећа и судбина, сматра Архилох. Зато човек треба да пази да не прекорачи границу између богова и људи прекомерним жељама:
| „ | Ја не марим за силно благо Гигово, још завист не свлада ме, божјим делима не заносим се, нити царску жудим власт, за таквим добром моје очи не гину. | ” |

Тежак живот и искуство ратника-најамника научиле су песника да ни у највећој несрећи не треба превише очајавати, већ све храбро подносити и борити се у оквирима својих људских могућности. О томе сведочи и Архилохов монолог, први већи монолог у хеленског књижевности:
| „ | Срце, срце моје, узбуркано тешким бригама, трпи, па се брани окренувши прса према душманима, а у непријатељским заседама приступи близу поуздано! Победом својом немој се никад хвалити пред светом, нити код куће плачи ако си побеђен, него у срећи се радуј, а у несрећи тугуј, али не сувише, па унај какав закон влада људима. | ” |

Из свих стихова у којима Архилох пева о питањима религије и морала извире препорука људима да од живота узимају ни премало ни превише, већ тачно онолико колико је потребно за телесну и духовну равнотежу. Да би доживео срећу човек треба да препозна законитости у природном току ствари и живи у складу са њима, да у свему што прича и ради има меру. Архилох је први наслутио оне проблеме које ће касније разрадити јонска космологија и, такође, први наговестио филозофски идеал атараксије и етику мудраца који ћудљивостима света одолевају тиме што увек траже мање од онога што живот може да одузме.

## Однос према Хомеру и традицији
Архилох и садржином својих песама и новим лирским облицима ослобађа хеленско песништво окова епске традиције и даје му нов уметнички облик и животну снагу. Дух хомерског доба изражавао се у хексаметрима и узвишеним језиком епа. Хексаметар је покушао да оживи Хесиод, али тај песнички метар није више могао да изрази нову стварност и нова осећања и идеје хеленског света. Нов начин размишљања захтевао је и нов начин изражавања и Архилох је први поступио у складу са тим тежњама. Његов језик није онај стари, епски, већ живи народни језик. Његов стих више није окамењени хексаметар, већ мелодичнији јамб и метрички разноврсније еподе или асинартети. Архилохове песме не изражавају опште и идеално, већ индивидуално и субјективно, све оне титраје модерног човека и песника који се ослобађа терета конвенција и сам ствара свој песнички свет.
И поред свих промена које је унео у хеленску књижевност Архилохов однос према хомерској традицији није негаторски, већ реформаторски. Он је раставио хомерски идеал не да би га лакше одбацио и уништио већ да би га ослободио свега онога што је застарело, преживело и неадекватно новом времену и новим људима. Ослободивши мисао стега песничких конвенција и митске садржине он је утро пут свим оним песницима који су дошли после њега и дали огроман допирнос развоју европског песништва.

## Значај
Између осталих Архилох је у хеленско песништво увео следеће новине:
- чисто субјективан, исповедни тон песама
- стављање у први план сопствених животних искустава и индивидуалних ставова
- критичан однос према хомерској песничкој традицији и етици (језичке, метричке, стилске, тематске и моралне конвенције)
- напуштање мита као основне инспирације песника
- природни закони изнад људских норми
- нови песнички облици (јампски триметар, епода, асинартет)

## Утицај
Новине које је Архилох унео у поезију изазвале су и позитивне и негативне реакције, а велики број потоњих песника угледао се на њега.
Већ крајем 7. века п. н. е. Архилох је високо цењен и упоређиван са Хомером (једно ватиканско попрсје представља Хомера с једне, а Архилоха с друге стране). Рапсоди су, заједно са Хомеровим, певали и његове стихове. Његов утицај посебно је приметан код Алкеја, Сапфе, Теогнида, Симонида, Анакреонта, Мимнерма и Солона. Тај утицај је видљив и у класичној трагедији, која користи јампски триметар. Хеленски комедиографи сматрали су га родоначелником сатиричне критике.
Било је и противника његовог дела, нарочито међу аристократама: Хераклит сматра да га са такмичења треба протерати заједно са Хомером; Пиндар његову беду објашњава мржњом и оштрим речима којима се хранио; Критија га критикује, јер сам сведочи о својој беди. Нападали су га и хришћански писци, попут Оригена.
Међутим, и када је нападан није му оспоравана уметничка снага о којој позитивно говоре Платон и Квинтилијан. Межу римским песницима посебно су га ценили Катул, Катон Млађи и Хорације. Хорације је чак подредио латински језик парској мелодији и први одомаћио јамбе у Риму.